# Limbaj de marcare
Un limbaj de marcare (în engleză: markup language) este o metodă de formatare a unui text de pe o pagină web, care combină textul cu informațiile suplimentare despre acel text. Informațiile suplimentare (de exemplu despre structura sau prezentarea textului) sunt exprimate utilizând așa numiți marcatori (sau instrucțiuni de marcare).
O trăsătură comună a multor limbaje de marcare este amestecarea textului cu instrucțiunile de marcare (numite în engleză tag, etichetă) în același fișier.
Exemple: limbajele de marcare HTML, XML, XHTML și altele.